# Fregolina
La influencia mexicana en la creatividad del toreo de capote es realmente incalculable. Son muchos los lances y quites que tienen origen en esas tierras americanas y, la fregolina, es una más de sus creaciones. En su concepción, es la resultante de la fusión de la gaonera y la revolera, pues los dos primeros tiempos del lance son los mismos de la gaonera, es decir, el cite y el embroque se ejecuta de igual manera, citando de perfil, dando el medio pecho con el capote cogido por la espalda y marcando la salida por un pitón, para luego embarcar la embestida como si se toreara al natural con el capote, pasando el toro por la cintura del torero, igualmente por ambos pitones. Sin embargo, en el tercer tiempo, a la salida del lance, un juego de brazos convierte esa gaonera en una revolera, pues se suelta el capote de la mano que va por la espalda y se hace volar el percal por la espalda del torero, al tiempo que cambia de mano en el agarre del capote y queda colocado para citar de mismo modo por el otro pitón del toro. De tal manera, que la fregolina puede continuarse una con otra y formar una serie de ellas como quite o lances de recibo.

## Origen
En su nombre, la fregolina lleva a su inventor, pues fue una creación de Luis Freg, aunque el primero que la ejecutó en una plaza fue su sobrino, Ricardo Romero Freg, que la había aprendido viendo torear a Luis de salón y la estrenó en la plaza de Guadalajara (España), el 26 de febrero de 1926, y días después la repitió en Las Arenas de Barcelona. Sin embargo, fue Armillita, el 2 de noviembre de 1927, en un mano a mano con Pepe Ortiz en la plaza de El Toreo de la Condesa, en México D.F., quién la hizo realmente popular en México. Curiosamente, ese mismo día, Pepe Ortiz estrenó uno de tantos lances que llevan su firma, la tapatía. Además, el mismo diestro incluyó la fregolina en su repertorio y la ejecutó con cierta frecuencia en sus actuaciones. No obstante, en España, ha sido Domingo Ortega quien la dotó de un toque personal y la ejecutó con notable frecuencia, a tal punto que se le llegó a denominar orteguina.

## Evolución
La fregolina, inicialmente, se realizó a pie junto, pero en la actualidad es normal verla abriendo el compás y cargando la suerte, haciendo más largo el segundo tiempo, con lo que se lleva más toreado y sometido al toro, tal como las interpreta, por ejemplo, Juan Bautista, Paco Ureña o El Juli.